# Vestit de neoprè

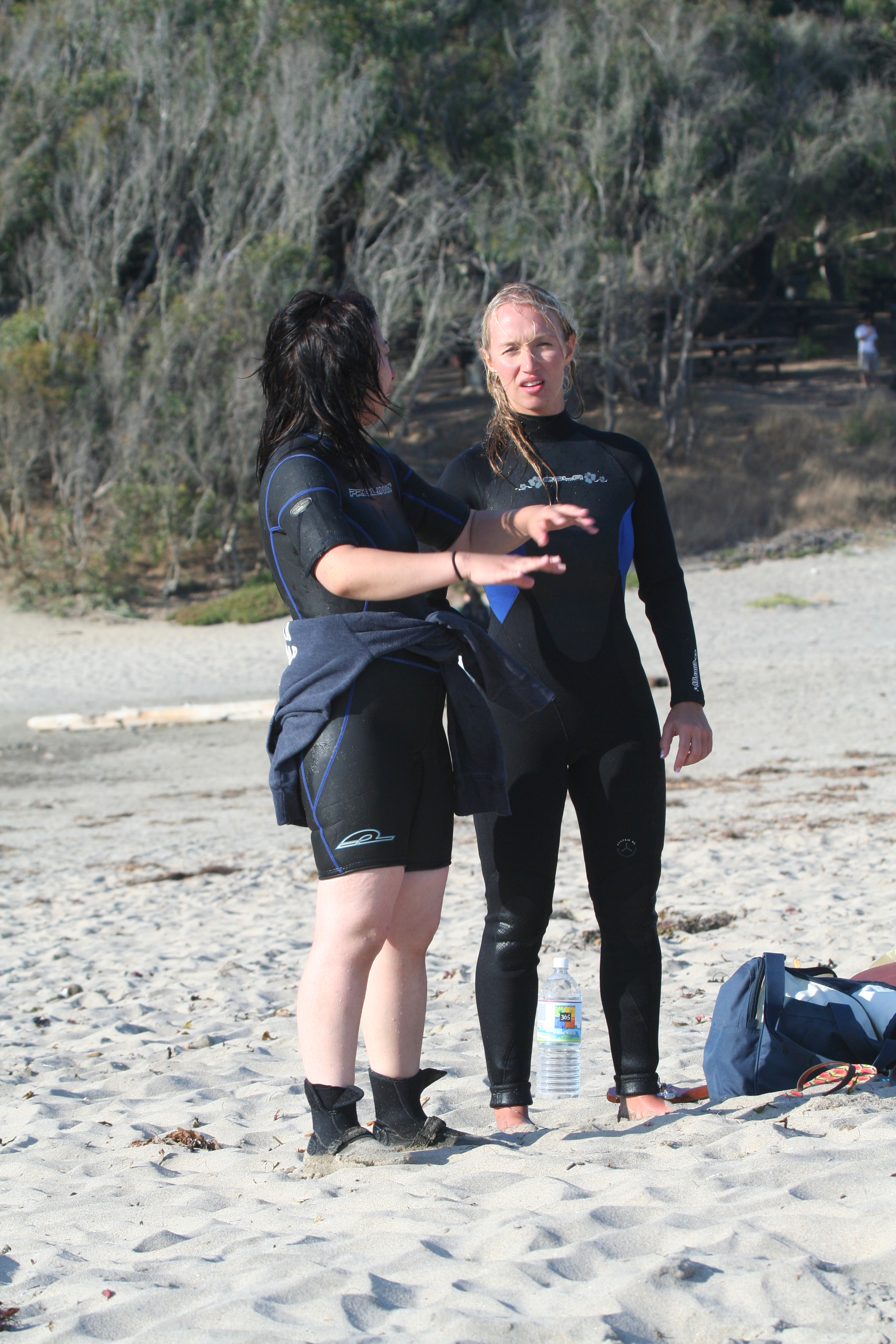
Vestit d'estiu (estil bermudes) i un streamer (vestit complet) per a l'hivern.

Un vestit de neoprè (en anglès wetsuit, literalment «vestit mullat») és un tipus de vestit protector usat als esports aquàtics com el busseig, el surf, el surf de vela, el surf d'estel i el triatló.
És un vestit aquàtic fet de neoprè que ofereix protecció termal limitada a l'aigua freda i que addicionalment protegeix l'usuari de l'exposició al sol. Hi ha també vestits de neoprè d'aigua freda fabricats amb costures que no gotegen i que ofereixen bona protecció a l'aigua freda i en aigües profundes.